# 4-dimetilaminopiridina
DMAP redireciona-se aqui. Para o antídoto para cianeto ver 4-Dimetilaminofenol
4-Dimetilaminopiridina (DMAP) é um catalisador nucleofílico o qual catalisa uma variedade de reações. Por exemplo esterificações com anidridos, reação de Baylis-Hillman, hidrosililação, tritilação, o rearranjo de Steglich, síntese de Staudinger de β-lactamas e muitas mais.

## Leituras extras
- B. Neises, W. Steiglich (1990). «Esterification of Carboxylic Acids with Dicyclohexylcarbodiimide/4-Dimethylaminopyridine: tert-Butyl Ethyl Fumarate». Org. Synth.; Coll. Vol., 7